# 2012년 하계 올림픽 아르메니아 선수단
2012년 하계 올림픽 아르메니아 선수단은 2016년 8월 5일에서 8월 21일까지 브라질 리우데자네이루에서 열린 2016년 하계 올림픽에 참가한 올림픽 아르메니아 선수단이다.

## 메달 집계

### 메달리스트
| 메달 | 이름              | 종목   | 세부 종목               |
| ---- | ----------------- | ------ | ----------------------- |
|      | 아르센 줄팔라캰   | 레슬링 | 남자 그레코로만형 -74kg |
|      | 아르투르 알렉사냔 | 레슬링 | 남자 그레코로만형 -96kg |

## 같이 보기
- 올림픽 아르메니아 선수단